# Мария Петру
Мария Петру (на гръцки: Μαρία Πέτρου) е гръцка компютърна специалистка, физичка, астроном и университетска преподавателка. Специализира в областта на изкуствения интелект.

## Биография
Родена е на 17 май 1953 година в град Солун, Гърция. Още от малка Мария Петру показва влечение към науката. Започва да преподава математика и естествени науки на малки деца още на 15 години. Завършва физика в Солунския университет. След това заминава за Великобритания, където учи математика и астрономия в Кеймбриджкия университет. В 1983 година Петру започва работа като асистент-изследовател в катедрата по теоретична физика на Оксфордския университет. Мария Петру е автор на множество научни статии.
В 1988 година започва да работи в отдела по електроника електронно инженерство в Университета в Съри, където става професор в 1998 година. Петру също така става член на Кралската инженерна академия. Разработва новаторски техники за разпознаване на образи, които след това се изучават в Университета в Съри и в Имперския колеж в Лондон.
Умира от рак на 15 октомври 2012 година в Солун.